# Famille de Glandevès
La famille de Glandevès ou Glandevez est une famille de la noblesse française originaire de Haute-Provence, éteinte en 1832.
Sa zone d’implantation s’étend sur les vallées supérieures du Verdon et du Var. La branche des Thorame-Glandevès conserve la haute main sur le Verdon et le Var. Une branche s’établit dans la haute vallée de la Tinée (capitale à Saint-Étienne-de-Tinée) ; une autre autour de Beuil ; et la branche de Saint-Dalmas-Val-de-Blore, autour de Saint-Dalmas-le-Selvage.

## Historique
La famille de Glandevès tire son nom de l’ancien pays de Glandevès (autour d’Entrevaux, dans les Alpes-de-Haute-Provence).
Au Xe siècle, l'actuel département des Alpes-maritimes était divisé en deux comtés : celui de Cimiez-Nice (Cemenelensis) et celui de la Tinée (Tiniensis). Les relations entre la famille de Glandevez et la famille de Thorame a été sujet à discussion. La famille de Glandevez est un rameau de la  famille des Balb de Saint-Auban. On trouve mention d'une famille de Glandevez dans les documents de l'église d'Apt au Xe et XIe siècles qui a pour origine Grifo ou Griffon marié à Theviarda dont il a deux enfants : Grifo ou Griffon, comte d'Apt, qui est chargé de la direction du comté de Glandèves vers 950, et Ermengarde qui a un enfant, Rostaing, évêque d'Apt. Du comte Grifo d'Apt sont issus trois frères, Adalbert, Abellon et Rostaing. De Rostaing est issue la branche des seigneurs de Valdeblore et de Thorame,. Rostaing, seigneur de Thorame apparaît dans une donation à l'église Sainte-Marie de Moustiers, en 1009.
La maison des Feraud de Thorame est issue de la maison de Forcalquier. Guillaume Feraud Ier est devenu seigneur de Thorame par mariage avec une fille d'un co-seigneur de Glandèves. Leur fils, Guillaume Feraud II devient seigneur d'Ilonse par mariage. La dernière héritière de la branche aînée des Feraud de Thorame s'est mariée en 1235 avec Anselme de Glandevez, fils de Pierre Balb II, seigneur de Glandevez, et a pris le nom d'Anselme Féraud.
Le premier membre connu est un certain Anselme Féraud, seigneur de Thorame, vivant en 1235, qui, ayant des droits considérables sur le territoire de Glandevès, en prend le nom. Sa descendance a toujours joui d'un rang éminent parmi la noblesse de Provence, et elle a contracté des alliances directes avec les maisons d'Agoult, d'Albertas, de Blacas, de Forbin-Janson, de Pontevès, de Saboulin Bollena, de Villeneuve-Trans, etc. Elle a donné des chevaliers et dignitaires de l'ordre de Saint-Jean de Jérusalem, et a possédé plusieurs terres titrées, entre autres le comté de Pourrières et la baronnie de Gréoux. La souche de la maison de Glandevès a formé plusieurs branches qui se sont éteintes successivement après avoir produit : Anselme, évêque de Glandevès, 1316-1327 ; Elzéar, son frère, évêque de Toulon, 1317-1323 ; Louis, évêque de Glandevès, 1415-1420 ; Isnard II de Glandevès, surnommé « le Grand », lieutenant général en Provence en 1394 ; Louis de Glandevès, évêque de Marseille, 1439-1445 ; Toussaint de Glandevès, évêque de Sisteron, 1607-1648.
Le dernier membre mâle du nom et des armes est Georges François Pierre, baron de Glandevès, né à Marseille le 28 avril 1768, garde du corps du roi de la compagnie écossaise en 1814, maréchal de camp, commandeur de Saint-Louis en 1820, pair de France le 23 décembre 1823, veuf sans enfants en 1817 de Marie Agathe Adélaïde Jeanne de Chabot. Il se démet de la pairie par lettres du 9 janvier 1832, et meurt quelque temps après ; avec lui s'est éteint le nom de Glandevès.

## Personnalités

### Ecclésiastiques
- Saure de Glandevès, abbesse l'Saint-Pierre de l'Almanarre (vers 1400)[7]
- Louis de Glandevès († 1445), évêque de Vence, puis de Marseille.
- Bellette de Glandevès, abbesse de Saint-Pierre de l'Almanarre (1501).
- Claudine de Glandevès, abbesse de Saint-Pierre de l'Almanarre (1580).
- Toussaint de Glandevès (1584-1648), évêque de Sisteron

### Militaires

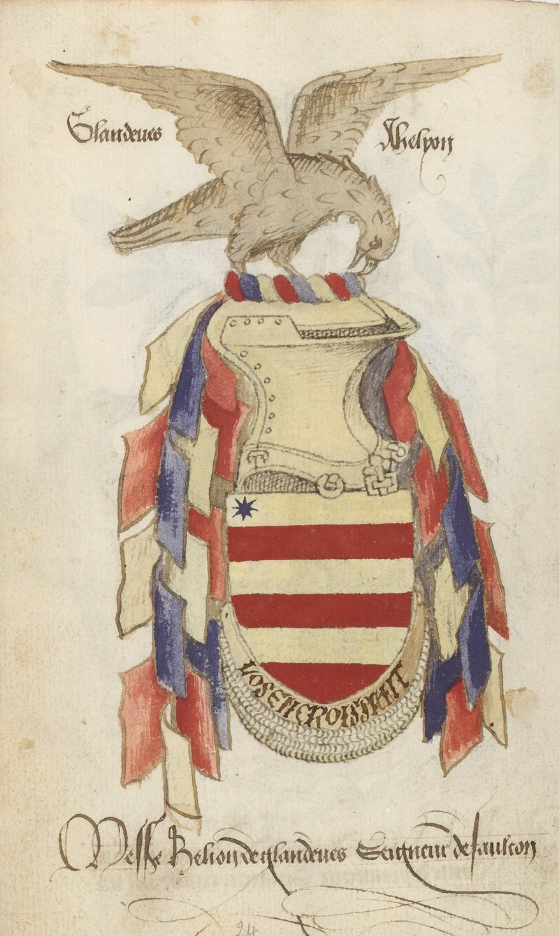
Armoiries de Élion de Glandevès (Statuts de l'ordre du Croissant).

- Gaspard de Glandevès de Niozelles (1620-1714)
- Pierre-André de Glandevès du Castellet (1689-après 1772), Lieutenant général des armées navales ad honores en 1764
- François de Glandevès du Castellet (1696-1774), chef d'escadre des Armées Navales en 1767, frère cadet du précédent
- Jean-Baptiste de Glandevès du Castellet (1728-1803), chef d'escadre des Armées Navales en 1784, neveu des deux précédents
- Georges François Pierre de Glandevès (1768-1832), maréchal de camp et pair de France

## Châteaux
- Château de Castellet-Saint-Cassien